# Râul Stupina, Zeletin
Râul Stupina este un curs de apă, afluent al râului Zeletin. 

## Hărți
- Harta Județului Prahova